# Dicranomyia yerrawar
Dicranomyia yerrawar är en tvåvingeart som först beskrevs av Günther Theischinger 1994.  Dicranomyia yerrawar ingår i släktet Dicranomyia och familjen småharkrankar. Inga underarter finns listade i Catalogue of Life.